# 鈴木辰之助
鈴木 辰之助（すずき たつのすけ、1892年（明治25年）6月29日 - 1944年（昭和19年）10月23日）は、大日本帝国陸軍軍人。最終階級は陸軍少将（没後進級）。陸軍士官学校（25期）。 

## 経歴
千葉県海上郡飯岡町（現旭市）出身。1913年（大正2年）5月、陸軍士官学校を卒業。学者肌の軍人であり、士官学校卒業後に私費でドイツに留学。
1930年（昭和5年）横濱専門学校（現神奈川大学）に配属将校として着任。1939年（昭和14年）3月、歩兵大佐に昇進した。1940年（昭和15年）歩兵第33連隊長に就任。
1944年（昭和19年）9月、連隊はレイテ島に移駐。10月20日、アメリカ軍が上陸を開始すると鈴木は早朝、十字架山（ヒル522・ギンハンダン山）頂上で敵情視察をしていたが敵の砲撃を受け、全身二十六個所に破片を受け負傷した。10月22日、軍旗奉焼ののち拳銃で自決。
連隊長を失った歩兵第33連隊は10月23日夜、パロの町で米軍に斬り込みをしかけ、10月28日ダガミ高原で玉砕した。